# Phare de Pločica
Le phare de Pločica (en croate : Svjetionik Otočić Pločica) est un feu actif sur l'îlot de Pločica au nord de l'île de Korčula, dans le Comitat de Dubrovnik-Neretva en Croatie. Le phare est exploité par Plovput , une compagnie du Gouvernement de la République de Croatie.

## Histoire
Le phare, mis en service en 1887, se trouve sur l'îlot de Pločica, au milieu du chenal de Korčula. Le phare est automatique et les logements des gardiens sont proposés à la location.

## Description
Le phare  est une tour carrée en pierre de 13 m de haut, avec galerie et lanterne au fronton d'une maison de gardien de deux étages au toit rouge. La tour est en pierre blanche non peinte et la lanterne est blanche. Il émet, à une hauteur focale de 25 m, deux éclats blancs toutes les 15 secondes. Sa portée est de 10 milles nautiques (environ 19 km).
Identifiant : ARLHS : CRO-013 - Amirauté : E3450 - NGA : 13720 .

## Caractéristiques dufeu maritime
Fréquence : 10s (W-W)
- Lumière : 0.5 seconde
- Obscurité : 2 secondes
- Lumière : 0.5 seconde
- Obscurité : 7 secondes

|                  |
| Les îles croates |

### Lien connexe
- Liste des phares de Croatie